# سالم عبد الرزاق
سالم عبد الرزاق  (1929) هو مؤسس مكتبة الأوقاف العامة في الموصل.

## ترجمته
ولد سالم عبد الرزاق أحمد السلطان الطائي في الموصل ونال الإجازة العلمية وعلوم التجويد والقراءات فضلاً عن نيله دبلوم كلية الصحافة المصرية بالمراسلة. عين مديراً للمدرسة الإسلامية بالموصل عام 1963، ومارس العمل الصحفي فتولى سكرتارية جريدة الفكر العربي الموصلية ثم رئاسة تحريرها بين عامي 1964-1969 حتى توقفت عن الصدور بعد تاميم الصحافة في العراق واختير لعضوية المجلس العلمي في محافظة نينوى وبقي فيه حتى توقف عام 1979 وانتخب رئيساً للجنة المخطوطات والتراث في المؤتمر المنعقد في جامعة الموصل عام 1976 وانتخب رئيساً للجنة الوثائق والمخطوطات والتراث في المؤتمر المنعقد في جامعة السليمانية عام 1977.
واسس مكتبة الأوقاف العامة في الموصل وجمع تراثها المخطوط والمطبوع وعين اميناً لها فضلاً عن وظيفته الاصلية مدير المدرسة الإسلامية، واسهم في تأسيس وافتتاح مكتبة الأوقاف العامة في محافظة السليمانية. قرأ عليه واجيز منه جمهرة من أئمة وخطباً، في علم التجويدب الموصل وتفرغ للجنة دراسة ونشر المخطوطات في وزارة الأوقاف عام 1980 واشرف على طبع القرآن الكريم في ألمانيا الغربية على حساب وزارة الأوقاف العراقية عام 1981. واختير لعضوية الهيئة التحكمية الخاصة بالمسابقات القرآنية الكبرى في جامع الامام الاعظم عام 1987. وشارك في المهرجان الدولي للقرآن في ماليزيا والمهرجان الإسلامي في كوريا الجنوبية ومهرجان أحمد بن كمال باشا في تركيا في الاعوام1985-1986-1987وعين سالم عبد الرزاق مديراً للاوقاف في محافظة نينوى عام 1984 وشغل خطبة الجمعة في جامع الرشيدية حتى تاريخ احالته على التقاعد عام 1988 واعيد إلى وظيفته مديراً للإرشاد الديني في ديوان وزارة الأوقاف عام 1992.

## مؤلفانه
- فهارس مخطوطات مكتبة الأوقاف العامة
- هوامش في رحاب المصحف 1992

يعمل في كتاب «اعلام من الموصل بدءاً من القرن الرابع الهجري».

## سالم عبد الرزاق والمصحف
لقد اشرف سالم عبد الرزاق على طباعة المصحف في ألمانيا منذ عام 1981 وعايش الكلم القرآني الشريف ثلاثين سنة متواصلة قراءة وقراء وتدريساً وتحكيماً ولما اكتملت فكرة الرسالة عنده اندفع إلى إعطاء لمحة عن تدوين القرآن وجمعه عن مصاحف الأمصار ونزول القرآن على سبعة احرف ورسم مصحف الأوقاف واختلاف رسم بعض كلماته في طبعاته المتوالية وافرد صفحات للمنطوق الصوتي والصرفي والحرف العربي وحقه في التلاوة والتحقيق وصفات الحروف وكّرس صفحات للهمزة والسكون والتفخيم والتدقيق والإدغام والمد والقصر والنون الساكنة والتنوين، وشرح ما يهم القارئ معرفته في علم التجويد وبيان أسلوب التلاوة وشروط مشروعيتها وقد توزع الكتاب على موضوعات عدة. يتصل كلها بالقرآن الكريم بدءاً من تدوين القرآن وجمعه ورسم المصحف والمنطوق الصوتي والصرفي ورسم المصحف والخطاطون ورسم المصحف وحق الحرف العربي في التلاوة والتحقيق، وصفات الحروف والهمزة والسكون والتفخيم والتدقيق وحكم الراء واللام وانتهاء بالإدغام والمد والقصر والنون الساكن والتنوين والوقف والابتداء وأسلوب التلاوة وفوائد ومتابعات مختلفة.